# USS Constellation (CV-64)
USS Constellation (CV-64) foi um super-porta-aviões norte-americano da Classe Kitty Hawk.
Participou da Guerra do Vietnam.
Após 41 anos de serviços, foi descomissionado em 7 de agosto de 2003.

Outras imagens do Porta-aviões
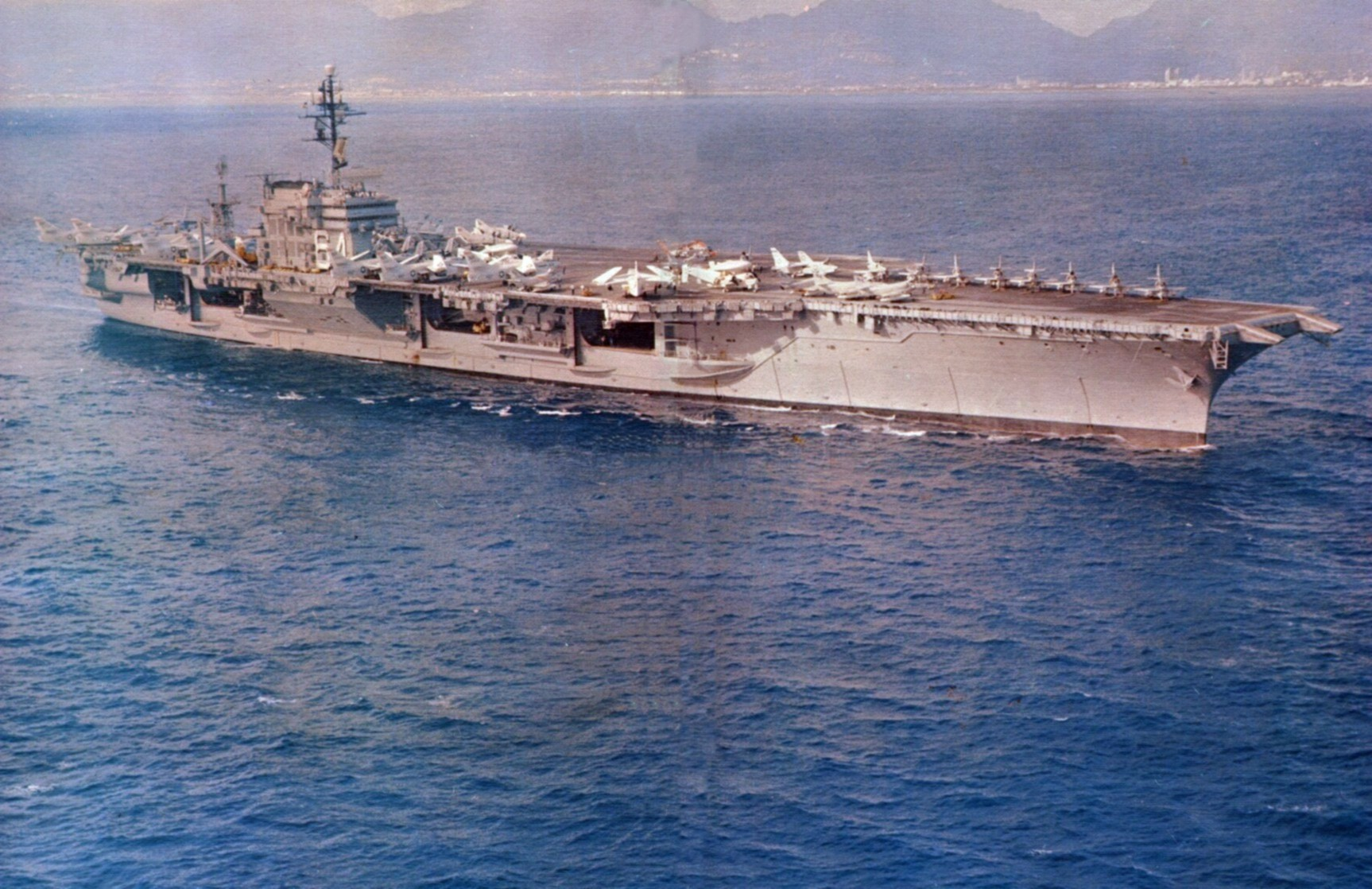
Constellation durante seu desenvolvimento 64-65.
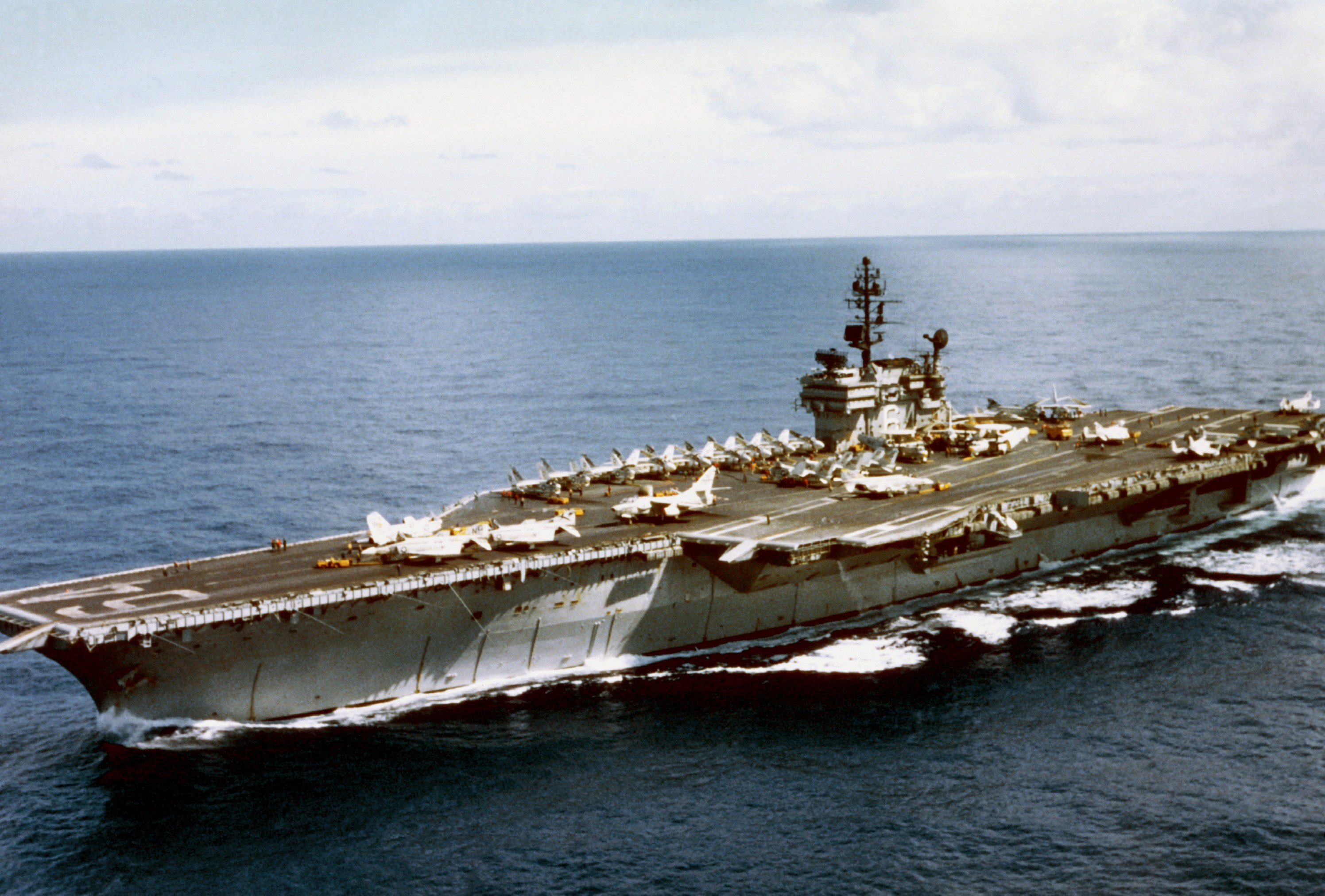
Constellation retornando do Vietnã com a Ala Aérea Nove a bordo.
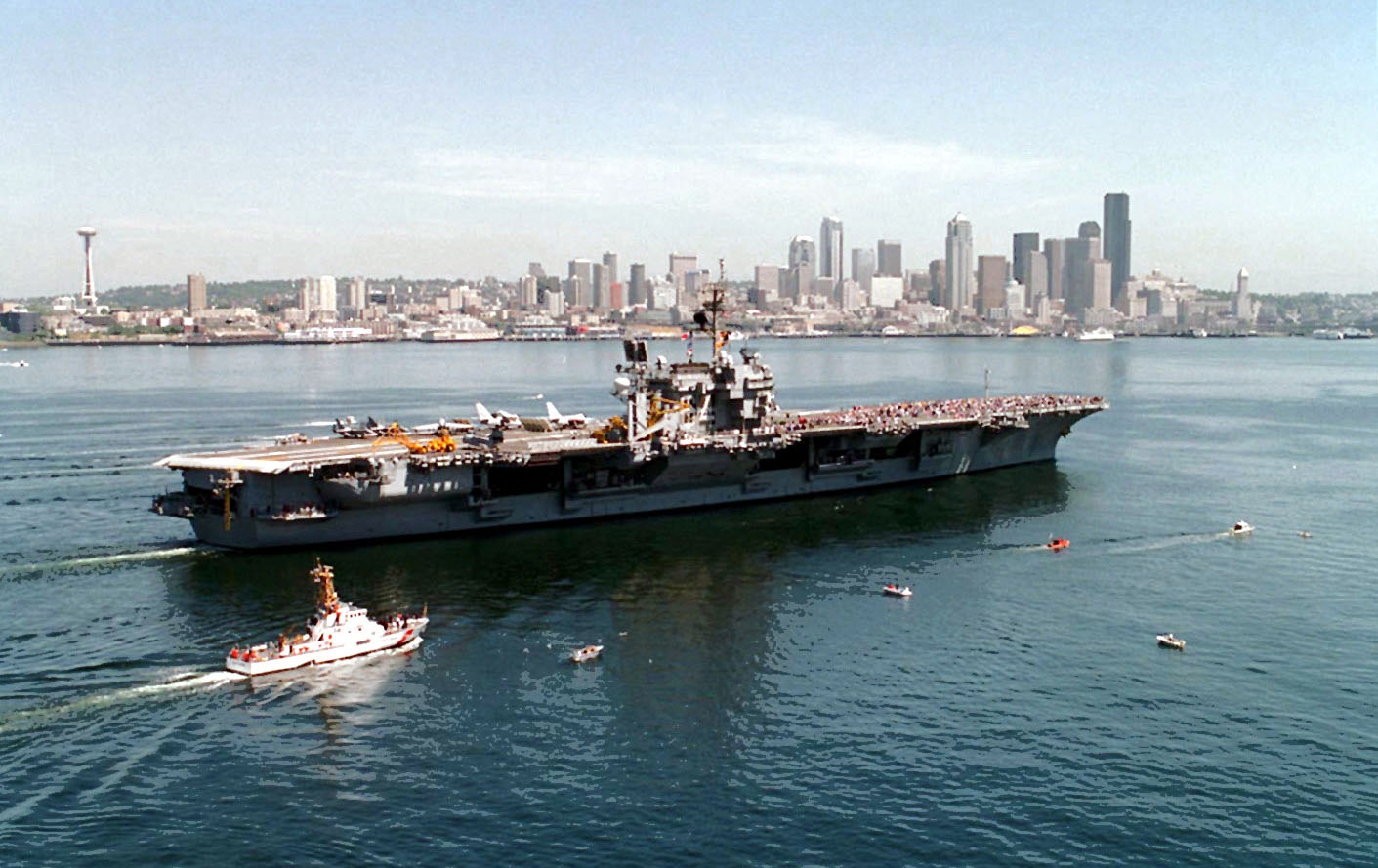
Constellation em Seattle, 1996.
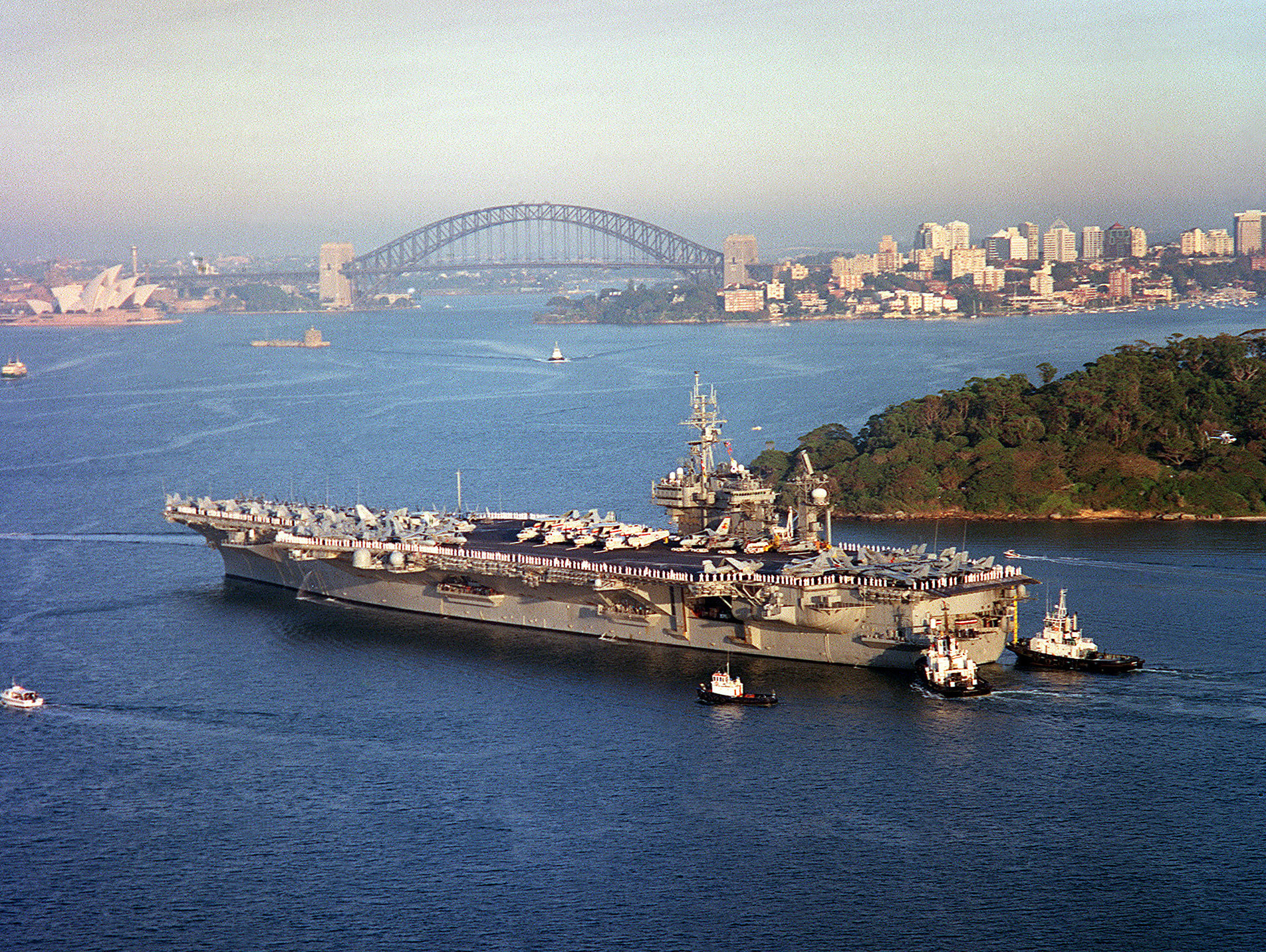
Constellation no Porto de Sydney Austrália.